# 장님노린재과
장님노린재과(영어: Miridae)는 과거에 분류학적으로 Capsidae라는 이명으로도 알려졌던, 크고 다양한 곤충 과이다.  이 과의 속한 종들은 캡시드벌레(capsid bugs) 또는 미리드벌레(mirid bugs) 라고 불릴 수 있으며, 흔히는 식물벌레, 잎벌레, 풀벌레 등의 이름으로도 알려져 있다. 이들은 노린재아목에 속한 진노린재류 중 가장 큰 과로, 현재까지 10,000종 이상의 종이 알려져 있으며, 새로운 종들도 꾸준히 기술되고 있다. 잘 알려진 장님노린재과의 많은 종들은 식물 조직을 뚫고 수액을 빨아먹는 농업 해충으로 악명이 높으며, 일부는 식물 바이러스를 전파하기도 한다. 그러나 몇몇 종들은 포식성으로, 다른 곤충을 잡아먹는 경우도 있다.

## 설명

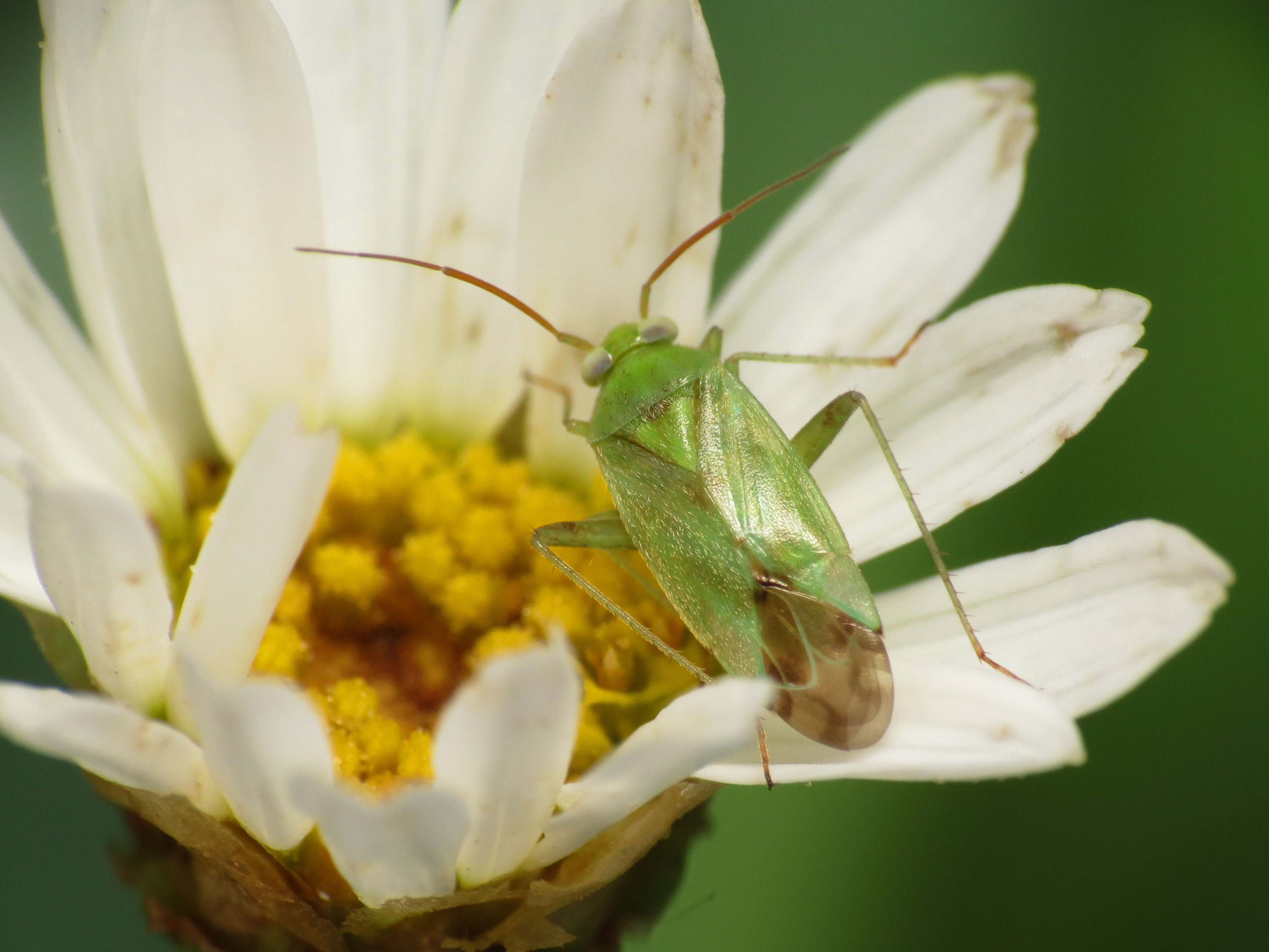
전형적인 장님노린재과 곤충으로, 앞날개 끝부분의 큐네우스(cuneus)가 보인다.

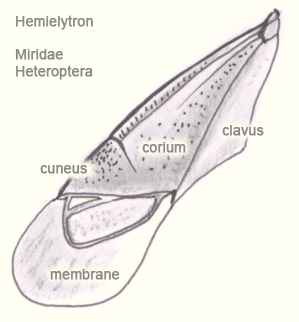
장님노린재과의 한 종의 날개, 큐네우스가 보인다.

장님노린재과는 작고 육상에 서식하는 곤충으로, 보통 타원형이나 길쭉한 형태를 띠며, 길이는 12밀리미터(0.5인치) 미만이다. 이들 중 많은 종은 가슴 부분(prothorax)의 형태로 인해 머리가 아래로 구부러져 있는 구부러진 모습을 보인다.  일부는 색상이 밝고 무늬가 매력적이고, 다른 일부는 칙칙하거나 어둡고, 대부분은 눈에 띄지 않는다. 일부 속은 어떤 생애 단계에서 개미를 흉내 내는 특성을 가진다. 장님노린재과는 시각기관인 오셀리(ocelli)가 없다. 이들의 주둥이(rostrum)는 4개의 마디를 가지고 있다. 장님노린재과의 특징을 식별하는 유용한 특징 중 하나는 큐네우스(cuneus)의 존재이다. 큐네우스는 앞날개의 튼튼하고 경화된 부분인 코리움(corium)의 삼각형 끝부분으로, 장님노린재과에서 거의 모두 보이며, 일부 다른 노린재목(Hemiptera)에서도 나타난다. 그 예로 앤토코리다과(Anthocoridae)가 있지만, 이들은 장님노린재과와는 다른 방식으로 생김새가 다르다. 또한, 발톱(tarsi)은 거의 항상 3개의 마디를 가진다.

## 일부 장님노린재과 종
- 리구스 벌레들(Lygus spp.), 특히 녹슨노린재와 서부녹슨노린재는 면화, 딸기, 알팔파 산업에서 심각한 해충이다.
- 이층점미리데는 곡물 작물, 특히 밀의 작은 해충이다.
- 사과 딤플링벌레 (Campylomma liebknechti)는 사과 꽃과 작은 성장 중인 과일에 피해를 준다.
- 모기벌레 (Helopeltis 및 Afropeltis 속) – 차, 카카오, 면화를 포함한 다양한 농작물을 감염시키는 해충이다.
- 허니로커스트 식물벌레 (Diaphnocoris chlorionis)는 허니로커스트 나무의 잎사귀에 피해를 준크레온티에이디스 딜루투스

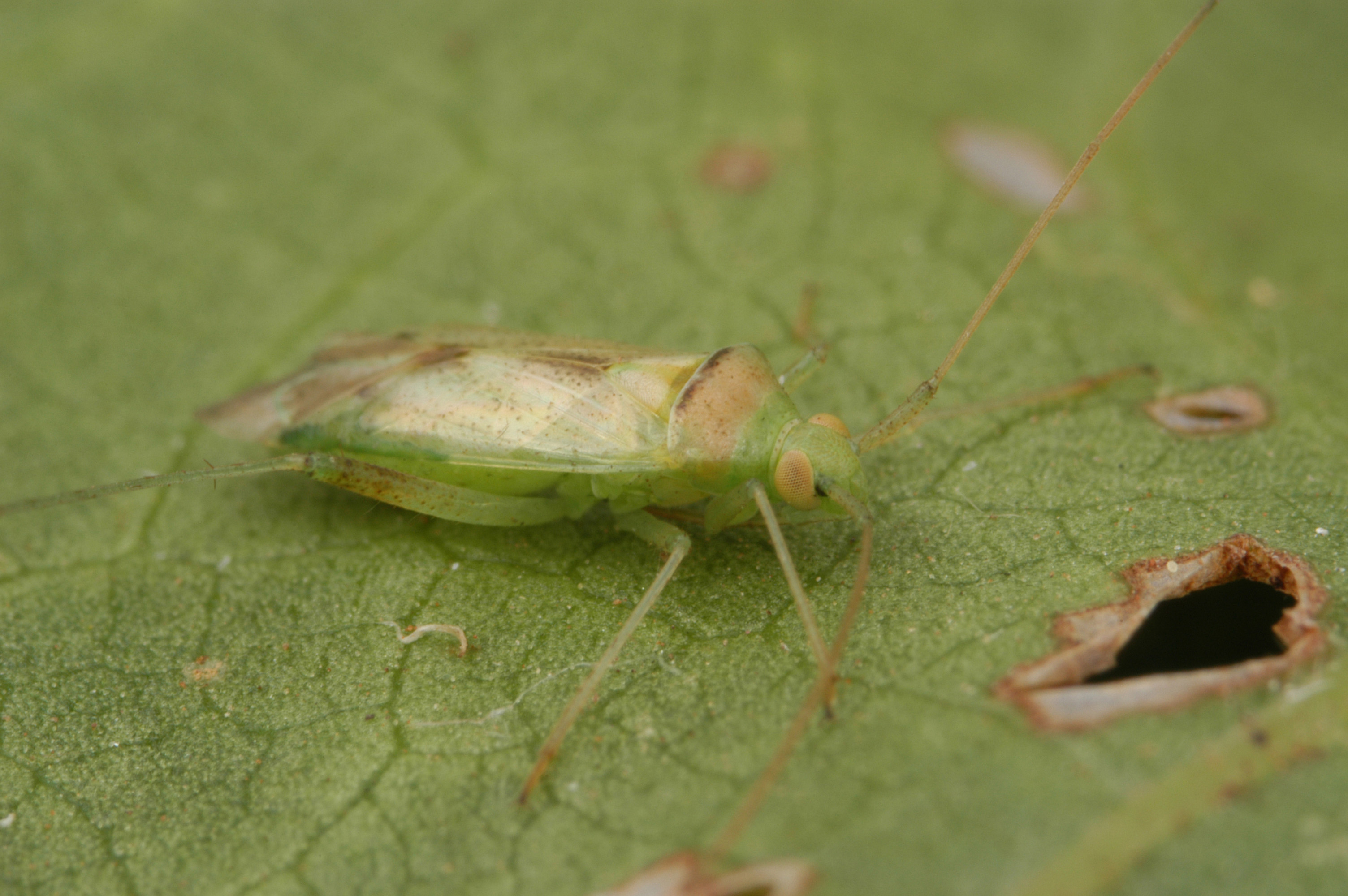
크레온티에이디스 딜루투스

- 녹색 미리데 (Creontiades dilutus)는 여러 종류의 밭작물에 피해를 준다.
- 감자 노린재 (Closterotomus norwegicus)는 뉴질랜드에서 감자와 클로버 식물의 잘 알려진 해충이다.
- 무늬노린재는 식물보다 다른 곤충을 더 선호하며, 진드기와 비늘벌레에 대한 생물학적 방제로 사용되어 왔다. [ 출처 필요 ]
- 호리병노린재는 다양한 식물에서 수액을 빨아먹고, 하얀날개벌레와 붉은 거미진드기를 포식하며, 생물학적 해충 방제에 사용될 수 있다.[2]

## 분류학
이 과는 1,300개 이상의 속에 분포하는 많은 수의 종을 포함하고 있으며, 그 중 많은 종은 아직 알려지지 않았다. 분류학적 트리에는 다음과 같은 하위과와 수많은 족이 포함된다.
- 이끼노린재아과
  - 이끼노린재족
  - 호리병노린재족
  - 에크리토타르스족
- 실라프노린재아과
  - 실라프노린재족
  - 풀비노린재족
- 무늬노린재아과
  - 클리비네마틴족
  - 무늬노린재족
  - 하이알리오디족
  - 사투르니오미리노족
  - 수리나멜리노족
  - 터마토필리노족
- 아이소메토피노린재아과
  - 디플레비노린재족
  - 아이소메토피노린재족
- 미리노린재아과
  - 허르도니노린재족
  - 하얄로펩리노족
  - 미리노린재족
  - 피타니노린재족
  - 레스테니노린재족
  - 스테노도메니족

- 오르토틸리노린재아과
  - 세라토캅시니족
  - 할티시니족
  - 오르토틸리노족
- 필리노린재아과
  - 할로다피니족
  - 루코포로프테리니족
  - 필리노린재족
  - 필로포로니족

### 프살로피노린재아과
저자: 슈, 1976
1. 아이소메토프살롭스 허르첵 & 포포프, 1992
2. 프살롭스 유징거, 1946
3. †실라포프살롭스 포포프 & 허르첵, 2006
4. †에피고노프살롭스 허르첵 & 포포프, 2009

### 미확정 속
BioLib에는 다음이 포함된다:
1. Amulacoris Carvalho & China, 1959
2. Anniessa Kirkaldy, 1903
3. Auchus Distant, 1893
4. Bahiarmiris Carvalho, 1977
5. Brasiliocarnus Kerzhner & Schuh, 1995
6. Carmelinus Carvalho & Gomes, 1972
7. Carmelus Drake & Harris, 1932
8. Chaetophylidea Knight, 1968
9. Charitides Kerzhner, 1962
10. Colimacoris Schaffner & Carvalho, 1985
11. Cylapocerus Carvalho & Fontes, 1968
12. Dimorphocoris Reuter, 1890
13. Duckecylapus Carvalho, 1982
14. Englemania Carvalho, 1985
15. Eurycipitia Reuter, 1905
16. Faliscomiris Kerzhner & Schuh, 1998
17. Fuscus Distant, 1884
18. Guerrerocoris Carvalho & China, 1959
19. Gunhadya - monotypic Gunhadya rubrofasciata Distant, 1920
20. Heterocoris Guérin-Ménéville in Sagra, 1857
21. Knightocoris Carvalho & China, 1951
22. Leonomiris Kerzhner & Schuh, 1998
23. Macrotyloides Van Duzee, 1916
24. Merinocapsus Knight, 1968
25. Mircarvalhoia Kerzhner & Schuh, 1998
26. Montagneria Akingbohungbe, 1978
27. Muirmiris Carvalho, 1983
28. Myochroocoris Reuter, 1909
29. Nesosylphas Kirkaldy, 1908
30. Notolobus Reuter, 1908
31. Nymannus Distant, 1904
32. Paracoriscus Kerzhner & Schuh, 1998
33. Paraguayna Carvalho, 1986
34. Prodomopsis TBD
35. Prodomus TBD
36. Pseudobryocoris Distant, 1884
37. Pygophorisca Carvalho & Wallerstein, 1978
38. Rayeria TBD
39. Rewafulvia Carvalho, 1972
40. Rhynacloa Reuter
41. Rondonisca Carvalho & Costa, 1994
42. Rondonoides Carvalho & Costa, 1994
43. Rondonotylus Carvalho & Costa, 1994
44. Spanogonicus Berg
45. Sthenaridia TBD
46. Zoilus Distant, 1884

## 참고 자료
- Cassis, G.; Schuh, R. T. (2012). “Systematics, Biodiversity, Biogeography, and Host Associations of the Miridae (Insecta: Hemiptera: Heteroptera: Cimicomorpha)”. 《Annual Review of Entomology》 57: 377–404. doi:10.1146/annurev-ento-121510-133533. PMID 22149267.
- Wheeler, Alfred George Jr. (2001). 《Biology of the plant bugs (Hemiptera: Miridae), pests, predators, opportunists》. Ithaca, New York: Cornell University Press. ISBN 978-0-8014-3827-1. Google books preview